# Перезсув

Перезсув — порушення залягання гірських порід з розривом їх суцільності і горизонтальним переміщенням порід висячого боку в напрямі, протилежному напрямові простягання зміщувача.